# Flymo

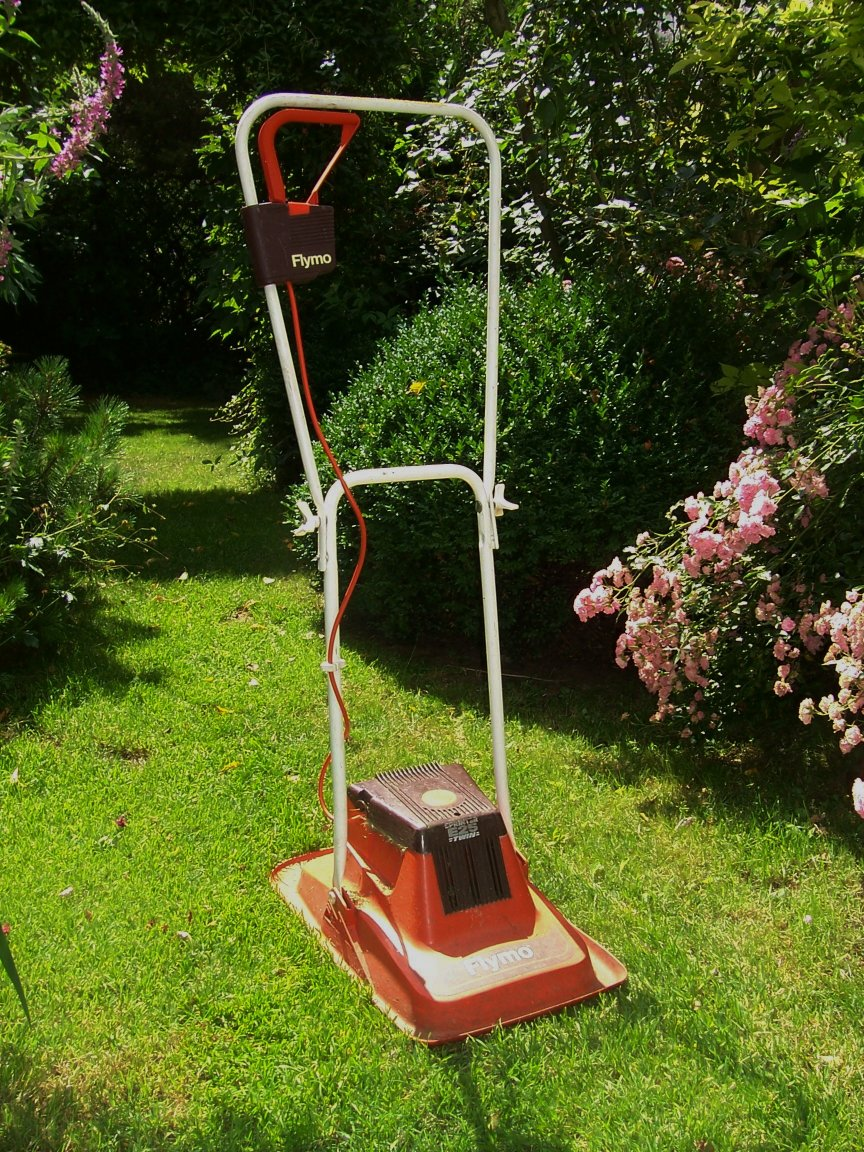
Flymo.

Flymo är en brittisk tillverkare av gräsklippare inom Husqvarnagruppen. Tillverkningen är förlagd till Storbritannien. Verksamheten går tillbaka till den luftkuddeklippare som började produceras 1965.
Den svenska ingenjören Karl Dahlman skapade 1963 den första luftkuddeklipparen Flymo efter att ha fått inspiration av brittiska Hovercrafts. Varumärket kommer från engelskans flying mower. Flymo började tillverkas 1965 i Newton Aycliffe i Storbritannien. 1969 köptes Flymo av Electrolux. Flymo utvecklades till Europas största gräsklippartillverkare.